# Керамический кирпич

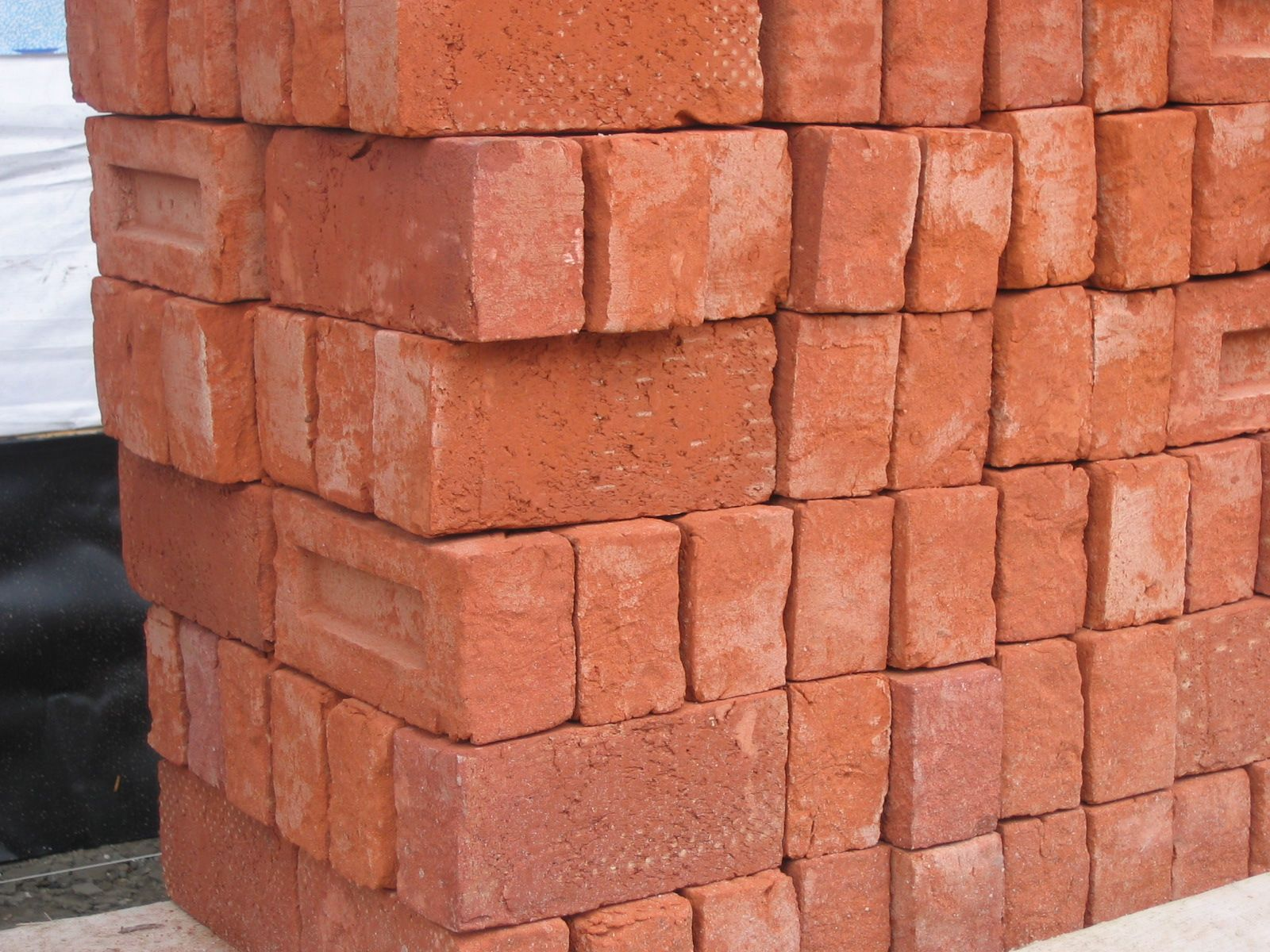
Штабель кирпичей с несквозными пустотами

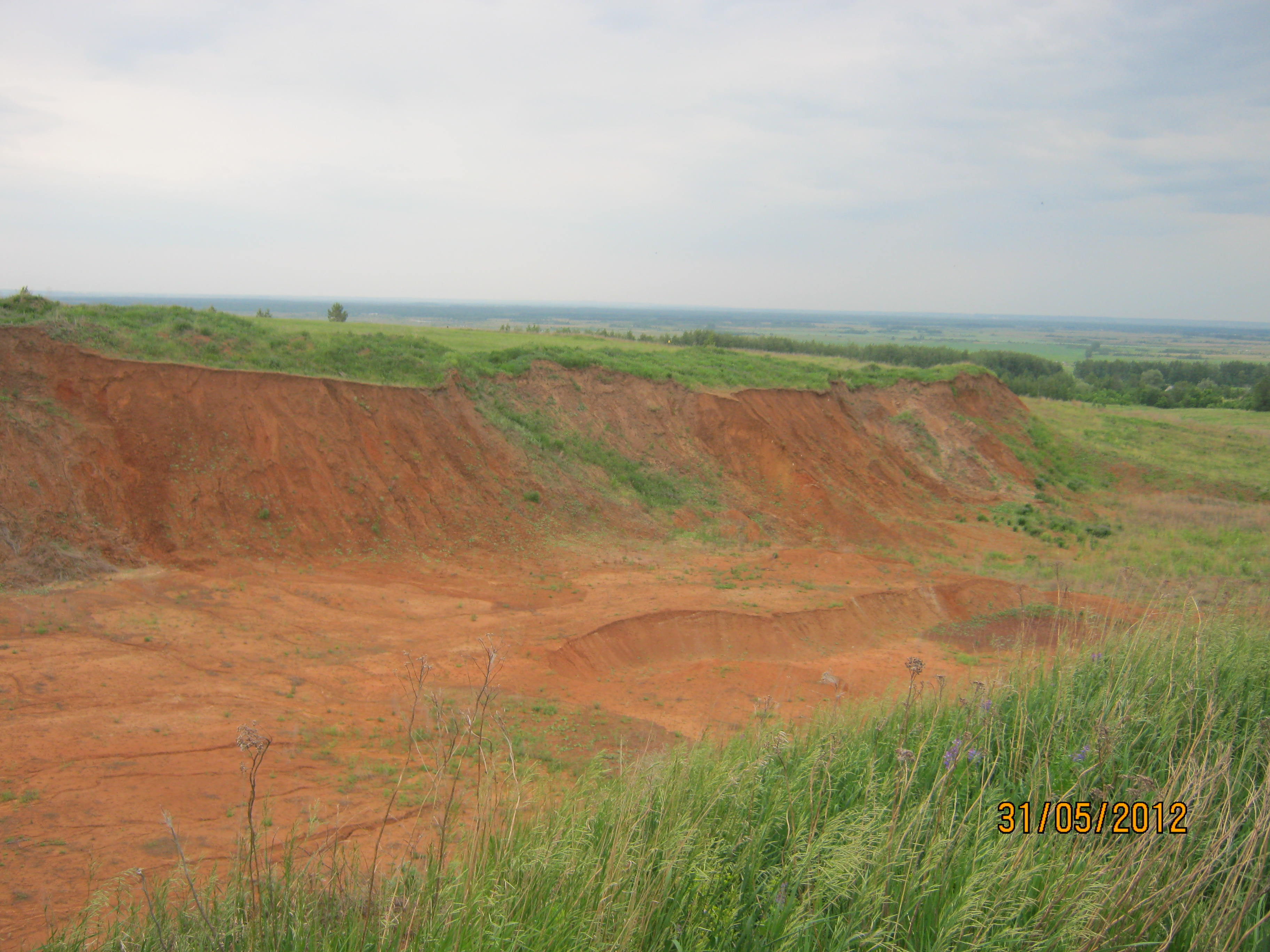
Глиняный карьер

Керамический кирпич, красный кирпич — кирпич из обожжённой глины. Наиболее используемый вид кирпича для строительства зданий, сооружений, печей.

## Технология производства
Добытую на карьере глину доставляют на завод. Придают ей однородную структуру путём измельчения, разрыхления и удаления примесей. Если глина жирная, в неё добавляют песок. Полученную смесь формуют и сушат, получая таким образом кирпич-сырец.
При пластическом формовании глиняное тесто с влажностью 30 % выдавливают через специальную форму и нарезают на отдельные кирпичи. Затем их сушат в камерных или туннельных сушилках. В тёплое время года возможна сушка в тени под навесами. При полусухом формовании глину с влажностью 8—10 % прессуют под большим давлением, сушка при таком формовании не требуется.
Для получения керамического кирпича сырцовый кирпич обжигают в кольцевых и туннельных печах непрерывного действия. Глина начинает спекаться при температуре 800—1000 °C. Нормально обожжёный кирпич приобретает характерную кирпичную окраску.

## Классификация

### По применению
- Рядовой — обеспечивает эксплуатационные характеристики кладки[3].
- Лицевой — обеспечивает эксплуатационные характеристики кладки и имеет декоративное оформление[3]: может быть окрашен или офактурен (по одной или двум граням — тычку и ложку), так и без какой-либо отделки, но с качественной поверхностью граней.

### По наличию пустот
- Полнотелый — с отсутствием пустот или их наличием, но не более 13 % от общего объёма кирпича[3].
- Со сквозными — цилиндрическими, квадратными, щелевидными — пустотами.
- С несквозными пустотами.

Пустоты могут располагаться перпендикулярно (вертикальные) или параллельно (горизонтальные) постели кирпича.

### По прочности
— Подразделяют на марки: М100, М125, М150, М175, М200, М250, М300 (число означает кгс/см2 — выдерживание нагрузки на сжатие).
- Клинкерный кирпич: М300, М400, М500, М600, М800, М1000.
- Кирпич и камень с горизонтальными пустотами: М25, М35, М50, М75, М100.

### По размерам и форме
- Одинарный — изделие в виде прямоугольного параллелепипеда с размерами 250×120×65 мм.
- Утолщенный (полуторный) - изделие в виде прямоугольного параллелепипеда с размерами 250х120х88 мм
- Двойной - изделие в виде прямоугольного параллелепипеда с размерами 250х120х140 мм
- Фасонный — с формой, отличающейся от прямоугольного параллелепипеда.

| Вид изделия                        | Обозначение вида | Длина | Ширина | Толщина | Обозначение размера |
| ---------------------------------- | ---------------- | ----- | ------ | ------- | ------------------- |
| Кирпич                             | КР               | 250   | 120    | 65      | 1 НФ                |
| Кирпич                             | КР               | 250   | 85     | 65      | 0,7 НФ              |
| Кирпич                             | КР               | 250   | 120    | 88      | 1,4 НФ              |
| Кирпич                             | КР               | 250   | 120    | 140     | 2,1 НФ              |
| Кирпич                             | КР               | 250   | 60     | 65      | 0,5 НФ              |
| Кирпич                             | КР               | 288   | 138    | 65      | 1,3 НФ              |
| Кирпич                             | КР               | 288   | 138    | 88      | 1,8 НФ              |
| Кирпич                             | КР               | 250   | 120    | 55      | 0,8 НФ              |
| Кирпич с горизонтальными пустотами | КРГ              | 250   | 120    | 88      | 1,4 НФ              |
| Кирпич с горизонтальными пустотами | КРГ              | 250   | 200    | 70      | 1,8 НФ              |